# 2007 w muzyce
Wydarzenia muzyczne w 2007 roku.

## Wydarzenia
- 24 kwietnia – rozpad grupy Audioslave
- 7 lipca – Live Earth, seria koncertów mających na celu zwrócenie uwagi na problem globalnych zmian klimatu
- 9 grudnia zespół Pidżama Porno zawiesił bezterminowo swoją działalność.
- Reaktywacja grup: Crowded House, Genesis, Heroes del Silencio, The Jesus and Mary Chain, No Angels, The Police, Rage Against the Machine, Spice Girls
- W Manchesterze został założony zespół Everything Everything[1]
- Założono zespół Krawal Banda

## Urodzili się
- 10 stycznia – Maléna, armeńska piosenkarka
- 28 stycznia – Alaya High, amerykańska raperka, piosenkarka i aktorka
- 4 lutego – Melody, brazylijska piosenkarka
- 21 lutego – Leeseo, południowokoreańska piosenkarka, członkini zespołu Ive
- 25 lutego – Kiana Blanckert, szwedzka piosenkarka i tancerka australijskiego pochodzenia
- 18 marca – Nettspend, amerykański raper i autor tekstów
- 10 kwietnia – YNW BSlime, właśc. Brandon King, amerykański raper, piosenkarz i autor tekstów
- 11 kwietnia – Jung A-hyeon, południowokoreańska piosenkarka i raperka, członkini zespołu BabyMonster
- 7 maja – Darina Krasnowecka, ukraińska piosenkarka
- 9 czerwca – Melani García, hiszpańska piosenkarka argentyńskiego pochodzenia
- 7 lipca – Ellice, niemiecka piosenkarka
- 10 lipca – Viki Gabor, polska piosenkarka i kompozytorka romskiego pochodzenia
- 18 lipca – JD McCrary, amerykański aktor, tancerz i piosenkarz
- 29 lipca – Lil Tay, właśc. Tay Tian, amerykańsko-kanadyjski osobowość internetowa, piosenkarz i raper
- 21 września – Lawsy, właśc. Lawson Mayo, amerykański piosenkarz, raper i autor tekstów
- 18 października – Xav, właśc. Xavier James Trudeau, kanadyjski piosenkarz i autor tekstów
- 29 grudnia – Arwin, właśc. Arwin Saman Ismail Osman, szwedzki piosenkarz i aktor

## Zmarli
- 3 stycznia – János Fürst, węgierski dyrygent (ur. 1935)
- 12 stycznia – Alice Coltrane, amerykańska pianistka, harfistka i kompozytorka jazzowa (ur. 1937)
- 13 stycznia
  - Michael Brecker, amerykański saksofonista jazzowy (ur. 1949)
  - Mieczysław Wojnicki, polski piosenkarz i aktor operetkowy (ur. 1919)
- 15 stycznia – Steve Logan, amerykański basista jazzowy (ur. 1958)
- 17 stycznia – Witalij Giewiksman, rosyjski kompozytor muzyki filmowej (ur. 1924)
- 18 stycznia – Brent Liles, amerykański basista punkowy, znany z grupy Social Distortion (ur. 1963)
- 19 stycznia – Denny Doherty, kanadyjski wokalista i autor tekstów; muzyk zespołu The Mamas & the Papas (ur. 1940)
- 24 stycznia – Günther Becker, niemiecki kompozytor i pedagog (ur. 1924)
- 26 stycznia – Witold Silewicz, polsko-austriacki kompozytor i kontrabasista (ur. 1921)
- 28 stycznia
  - Vittoria Calma, polska sopranistka dramatyczna (ur. 1920)
  - Karel Svoboda, czeski kompozytor, autor czołówki do serialu Pszczółka Maja (ur. 1938)
- 1 lutego – Gian Carlo Menotti, amerykański kompozytor, autor librett operowych i baletów (ur. 1911)
- 2 lutego – Joe Hunter, amerykański pianista (ur. 1927)
- 3 lutego – Pedro Knight, kubański trębacz (ur. 1921)
- 4 lutego – Barbara McNair, amerykańska piosenkarka jazz i pop oraz aktorka (ur. 1934)
- 6 lutego – Frankie Laine, amerykański wokalista pochodzenia włoskiego (ur. 1913)
- 22 lutego – Ian Wallace, brytyjski perkusista, współpracował m.in. z King Crimson (ur. 1946)
- 24 lutego – Leroy Jenkins, amerykański skrzypek jazzowy, kompozytor (ur. 1932)
- 4 marca – Tadeusz Nalepa, polski muzyk bluesowy i rockowy (ur. 1943)
- 7 marca – Bill Chinnock, amerykański muzyk rockowy; kompozytor, klawiszowiec i gitarzysta (ur. 1947)
- 8 marca – Zygmunt Gzella, polski chórmistrz, dyrygent, rektor i profesor Akademii Muzycznej w Łodzi (ur. 1922)
- 9 marca – Brad Delp, amerykański muzyk rockowy, wokalista i gitarzysta formacji Boston (ur. 1951)
- 11 marca – Betty Hutton, amerykańska aktorka i piosenkarka (ur. 1921)
- 15 marca – Zbigniew Kitliński, polski perkusista jazzowy (ur. 1947)
- 16 marca – Józef Wojtan, polski śpiewak operowy (baryton) (ur. 1922)
- 17 marca – Ernst Haefliger, szwajcarski śpiewak (tenor) (ur. 1919)
- 19 marca – Luther Ingram, amerykański piosenkarz i producent związany z gatunkiem muzyki R&B (ur. 1937)
- 25 marca – Jacek Lech, polski piosenkarz, wokalista zespołu Czerwono-Czarni (ur. 1947)
- 27 marca
  - Wojciech Drabowicz, polski śpiewak (baryton) (ur. 1966)
  - Tadeusz Kocyba, polski kompozytor, pedagog, dyrygent; autor muzyki do ok. 160 polskich filmów animowanych (ur. 1933)
  - Joe Sentieri, włoski piosenkarz (ur. 1925)
- 30 marca – Chrisye, właśc. Chrismansyah Rahadi, indonezyjski piosenkarz, gitarzysta i autor tekstów (ur. 1949)
- 1 kwietnia – Danny Barcelona, amerykański perkusista jazzowy (ur. 1929)
- 5 kwietnia – Mark St. John, amerykański gitarzysta (m.in. grupy Kiss) (ur. 1956)
- 7 kwietnia – Piotr Przyboś, polski skrzypek, akordeonista (ur. 1921)
- 10 kwietnia – Jerzy Miller, polski pisarz, autor tekstów piosenek (ur. 1923)
- 12 kwietnia – Andrzej Kurylewicz, polski kompozytor (ur. 1932)
- 14 kwietnia – Don Ho, amerykański muzyk, piosenkarz i artysta estradowy (ur. 1930)
- 17 kwietnia – Kitty Carlisle, amerykańska aktorka i śpiewaczka operowa (ur. 1910)
- 21 kwietnia
  - Ernest Małek, polski kompozytor, pianista, pedagog (ur. 1944)
  - Jan Tadeusz Stanisławski, polski satyryk, autor tekstów piosenek (ur. 1936)
- 27 kwietnia – Mstisław Rostropowicz, rosyjski dyrygent, wiolonczelista, pedagog i obrońca praw człowieka (ur. 1927)
- 30 kwietnia – Grégory Lemarchal, francuski piosenkarz, zwycięzca czwartej edycji programu Star Academy (ur. 1983)
- 6 maja – Đorđe Novković, chorwacki muzyk, kompozytor i autor tekstów (ur. 1943)
- 10 maja – Ian Adam, brytyjski śpiewak operowy (tenor) i trener śpiewu (ur. 1931)
- 16 maja – Gohar Gasparian, ormiańska śpiewaczka klasyczna (sopran) (ur. 1924)
- 19 maja – Hans Wollschläger, niemiecki pisarz, tłumacz, historyk, wydawca, teoretyk muzyki i organista (ur. 1935)
- 21 maja – Adam Falkiewicz, polski muzyk i kompozytor (ur. 1980)
- 24 maja – Eugenia Szaniawska-Wysocka, polska śpiewaczka (sopran), pedagog (ur. 1920)
- 1 czerwca – Grzegorz Warchoł, polski gitarzysta basowy i kontrabasista (m.in. grupy Lombard) (ur. 1974)
- 4 czerwca – Freddie Scott, amerykański wokalista solowy (ur. 1933)
- 8 czerwca – Nellie Lutcher, amerykańska wokalistka i pianistka jazzowa (ur. 1912)
- 13 czerwca – Jacek Skubikowski, polski piosenkarz, gitarzysta, kompozytor, autor tekstów (ur. 1954)
- 19 czerwca – Antonio Aguilar, meksykański pisarz, piosenkarz, aktor i reżyser (ur. 1919)
- 30 czerwca – Will Schaefer, amerykański kompozytor muzyki do seriali i filmów telewizyjnych (ur. 1928)
- 2 lipca
  - Jerzy Reiser, lider krakowskiego zespołu piosenki turystycznej Browar Żywiec, autor m.in. piosenki „Jaworzyna”
  - Beverly Sills, amerykańska śpiewaczka operowa (sopran) (ur. 1929)
  - Hy Zaret, amerykański kompozytor, autor tekstów piosenek (ur. 1907)
- 3 lipca – Boots Randolph, amerykański saksofonista (ur. 1927)
- 5 lipca – Régine Crespin, francuska śpiewaczka (sopran), pedagog (ur. 1927)
- 13 lipca – Ilja Zeljenka, słowacki kompozytor (ur. 1932)
- 17 lipca – Teresa Stich-Randall, amerykańska śpiewaczka operowa (sopran) (ur. 1927)
- 18 lipca – Jerry Hadley, amerykański śpiewak operowy (tenor), trzykrotny laureat nagrody Grammy (ur. 1952)
- 19 lipca – Eugeniusz Banaszczyk, polski śpiewak operowy (baryton) (ur. 1925)
- 21 lipca – Don Arden, były menedżer zespołu Black Sabbath (ur. 1926)
- 29 lipca – Art Davis, amerykański basista jazzowy (ur. 1934)
- 31 lipca – Franciszek Wesołowski, polski organista, kompozytor, pedagog, znawca muzyki dawnej, autor podręczników (ur. 1914)
- 3 sierpnia – Earl Turbinton, amerykański saksofonista jazzowy (ur. 1941)
- 4 sierpnia – Lee Hazlewood, amerykański piosenkarz, producent i autor tekstów (ur. 1929)
- 12 sierpnia – Merv Griffin, amerykański aktor, piosenkarz, pianista (ur. 1925)
- 13 sierpnia – Jerome Haynes, jamajski gitarzysta, muzyk sesyjny, współzałożyciel i wieloletni członek zespołu The Skatalites (ur. 1927)
- 14 sierpnia – Tichon Chriennikow, rosyjski kompozytor (ur. 1913)
- 16 sierpnia – Max Roach, amerykański perkusista i kompozytor jazzowy (ur. 1924)
- 21 sierpnia – Rose Bampton, amerykańska śpiewaczka operowa (sopran) (ur. 1909)
- 27 sierpnia – Janusz Trzciński, polski muzyk jazzowy, perkusista, kompozytor, animator kultury (ur. 1940)
- 30 sierpnia – Helmut Krebs, niemiecki śpiewak operowy (tenor) (ur. 1913)
- 6 września – Luciano Pavarotti, włoski śpiewak operowy (tenor liryczny) (ur. 1935)
- 11 września – Joe Zawinul, austriacki pianista jazzowy i kompozytor (ur. 1932)
- 16 września – Rolf Köhler, niemiecki wokalista, kompozytor i producent (ur. 1951)
- 20 września – Mahlon Clark, amerykański klarnecista i saksofonista, muzyk sesyjny (ur. 1923)
- 28 września – Evelyn Knight, amerykańska piosenkarka (ur. 1917)
- 3 października – Giuseppe Valdengo, włoski śpiewak operowy (baryton) (ur. 1914)
- 4 października – Teodor Liese, polski skrzypek, działacz społeczny na rzecz środowiska muzycznego (ur. 1916)
- 7 października – Lilis Suryani, indonezyjska piosenkarka (ur. 1948)
- 9 października – Kurt Schwaen, niemiecki kompozytor (ur. 1909)
- 11 października – Werner von Trapp, austriacki piosenkarz (ur. 1915)
- 16 października – Toše Proeski, macedoński piosenkarz (ur. 1981)
- 17 października – Teresa Brewer, amerykańska aktorka, wokalista jazzowa i popowa (ur. 1931)
- 20 października – Paul Raven, brytyjski gitarzysta basowy znany m.in. z zespołów Killing Joke i Ministry (ur. 1961)
- 22 października – Dodo Zakaria, indonezyjski muzyk, kompozytor, aranżer i pianista (ur. 1960)
- 24 października – Petr Eben, czeski kompozytor (ur. 1929)
- 25 października – Margita Česányiová, słowacka śpiewaczka operowa (sopran) (ur. 1911)
- 2 listopada
  - Witold Kiełtyka, polski muzyk, perkusista grupy Decapitated (ur. 1984)
  - Mirosław Breguła, polski muzyk, gitarzysta i kompozytor zespołu Universe (ur. 1964)
- 9 listopada – Irena Rolanowska, polska pianistka i pedagog (ur. 1919)
- 14 listopada – Jan Kaczmarek, polski satyryk, autor piosenek (ur. 1945)
- 19 listopada – Wiera Gran, polska aktorka kabaretowa i piosenkarka (ur. 1916)
- 22 listopada – Maurice Béjart, francuski tancerz i choreograf (ur. 1927)
- 25 listopada – Kevin DuBrow, amerykański wokalista heavymetalowej formacji Quiet Riot (ur. 1955)
- 2 grudnia – Władysław Pawelec, polski kompozytor muzyki rozrywkowej, skrzypek, kierownik orkiestr (ur. 1906)
- 5 grudnia
  - Zara Dołuchanowa, ormiańska śpiewaczka operowa (mezzosopran) (ur. 1918)
  - Karlheinz Stockhausen, niemiecki kompozytor, związany z ruchem muzyki konkretnej i elektronicznej (ur. 1928)
- 12 grudnia – Ike Turner, amerykański muzyk, producent, łowca talentów (ur. 1931)
- 13 grudnia – Floyd Red Crow Westerman, amerykański aktor, pieśniarz, kompozytor (ur. 1936)
- 16 grudnia
  - Dan Fogelberg, amerykański piosenkarz, kompozytor i multiinstrumentalista (ur. 1951)
  - Harald Genzmer, niemiecki kompozytor (ur. 1909)
- 19 grudnia – Aleksander Bobowski, polski muzykant, mazowiecki skrzypek ludowy (ur. 1918)
- 23 grudnia – Oscar Emmanuel Peterson, kanadyjski pianista jazzowy i kompozytor (ur. 1925)
- 28 grudnia
  - Jiří Pauer, czeski kompozytor (ur. 1919)
  - Andrzej Siewierski, wokalista, gitarzysta, autor muzyki i tekstów, współzałożyciel grupy Azyl P. (ur. 1964)

## Debiuty
- Agnieszka Włodarczyk
- Aisha i Delfin
- Alex Gaudino
- Amy Macdonald
- Battles
- BeFour
- Cinema Bizarre
- Code Red
- Colbie Caillat
- DJ Remo
- Ewa Farna
- Feel
- Karolina Kozak
- Kasia Nova
- Leona Lewis
- Lexington Bridge
- Lidia Pospieszalska
- Łukasz Zagrobelny
- Måns Zelmerlöw
- Mika
- Muchy
- OneRepublic
- Nevada Tan
- Part Six
- Sean Kingston
- The Good, the Bad and the Queen

## Albumy

### Polskie
- 5 stycznia
  - Monstrum VIII Dzień Tygodnia
  - Ogród Wyobraźni Świątynia dumania
- 15 stycznia – Delight Breaking Ground
- 26 stycznia – Dżem Pamięci Pawła Bergera
- 29 stycznia – Owal Epizod IV: Sens Życia
- 15 lutego – Władysław Komendarek Myślowy bałagan
- 19 lutego – The Bill Niech tańczą aniołowie
- 23 lutego
  - Masala Obywatele IV Świata
  - O.S.T.R. HollyŁódź
- 26 lutego
  - Mollęda 2xM
  - Püdelsi Zen
- 5 marca – Verba – Największe przeboje vol.2
- 8 marca – Róże Europy – 8
- 9 marca – Habakuk A ty siej
- 12 marca
  - Bruno Schulz Ekspresje, depresje, euforie
  - Trebunie-Tutki, Voo Voo Tischner
- 23 marca
  - Goya Horyzont zdarzeń
  - Łona Absurd i nonsens
  - Kayah MTV Unplugged
- 26 marca
  - Eldo 27
  - Pidżama Porno Złodzieje zapalniczek – reedycja
  - Yugopolis Słoneczna strona miasta
- 13 kwietnia – Tatiana Okupnik On my own
- 16 kwietnia – Seba Human
- 27 kwietnia – Gosia Andrzejewicz The Best of Gosia Andrzejewicz
- 30 kwietnia – Tymon & The Transistors Don’t Panic! We’re From Poland
- 11 maja
  - 1984 4891
  - El Dupa Gra?
  - Anna Maria Jopek ID
- 14 maja
  - Jacek Lachowicz Za morzami
  - Wojciech Waglewski i Maciej Maleńczuk Koledzy
- 18 maja – różni wykonawcy Warszawa. Tribute to Joy Division
- 21 maja – Anti Dread Wszyscy jesteśmy lesbijkami
- 21 maja – Lady Pank Strach się bać
- 23 maja – Apteka Apteka
- 28 maja – Katarzyna Nosowska UniSexBlues
- 1 czerwca – Justyna Steczkowska Daj mi chwilę
- 4 czerwca – Plateau Mistrz tupetu i jego bezczelny cyrk
- 11 czerwca – Maciej Silski Alodium
- 15 czerwca
  - Daimonion Daimonion
  - Kombii Ślad
  - Wańka Wstańka & The Ludojades Rzeczniepospolita
- 18 czerwca
  - Tadeusz Nalepa Rawa Blues 1987
  - John Porter Why? (box)
  - Hurt Nowy początek
- 19 czerwca – Lady Pank Gwiazdy polskiej muzyki lat 80.
- 26 czerwca – Republika Gwiazdy polskiej muzyki lat 80.
- 3 lipca
  - Behemoth The Apostasy
  - Maanam Gwiazdy polskiej muzyki lat 80.
- 10 lipca – Oddział Zamknięty Gwiazdy polskiej muzyki lat 80.
- 17 lipca – Daab Gwiazdy polskiej muzyki lat 80.
- 24 lipca – Tilt Gwiazdy polskiej muzyki lat 80.
- 27 lipca – Doda Diamond Bitch
- 30 lipca – Aga Zaryan Umiera piękno
- 31 lipca – Dżem Gwiazdy polskiej muzyki lat 80.
- 7 sierpnia – Izabela Trojanowska Gwiazdy polskiej muzyki lat 80.
- 14 sierpnia – Kombi Gwiazdy polskiej muzyki lat 80.
- 21 sierpnia – Kobranocka Gwiazdy polskiej muzyki lat 80.
- 27 sierpnia – różni wykonawcy Minimax pl Jarocin 2007
- 28 sierpnia – Lady Pank Gwiazdy polskiej muzyki lat 80. – vol. 2
- 31 sierpnia – IRA Londyn 08:15
- 4 września – Obywatel G.C. Gwiazdy polskiej muzyki lat 80.
- 6 września – Józef Skrzek Viator 1973–2007
- 11 września – Maanam Gwiazdy polskiej muzyki lat 80. – vol. 2
- 18 września – T.Love Gwiazdy polskiej muzyki lat 80.
- 24 września
  - Komety Akcja v1
  - Totentanz Nieból
- 25 września – Perfect Gwiazdy polskiej muzyki lat 80.
- 28 września – Małgorzata Ostrowska Słowa
- 1 października
  - Nightwish Dark Passion Play
  - Cytrus Tęsknica
  - Kasia Cerekwicka Pokój 203
- 2 października – Lombard Gwiazdy polskiej muzyki lat 80.
- 9 października – Lech Janerka Gwiazdy polskiej muzyki lat 80.
- 11 października – Muzyka Końca Lata 2:1 dla dziewczyn
- 12 października – Edyta Górniak E.K.G.
- 15 października – Pezet Muzyka rozrywkowa
- 16 października – Sztywny Pal Azji Gwiazdy polskiej muzyki lat 80.
- 22 października
  - Koniec Świata Burgerbar
  - Strachy na Lachy Autor
- 26 października – Feel Feel
- 29 października – SBB The Rock
- 30 października – Urszula Gwiazdy polskiej muzyki lat 80.
- 2 listopada – różni wykonawcy Siesta 3: muzyka świata[2][3]
- 5 listopada – Quidam Alone Together
- 6 listopada – Dżem Gwiazdy polskiej muzyki lat 80. – vol. 2
- 7 listopada – Republika Trójka Live!
- 9 listopada
  - Natalia Kukulska Sexi Flexi
  - Roman Kostrzewski Woda
- 12 listopada – Alicja Boratyn Higher
- 13 listopada – TSA Gwiazdy polskiej muzyki lat 80.
- 20 listopada – Chłopcy z Placu Broni Gwiazdy polskiej muzyki lat 80.
- 21 listopada – Voo Voo Trójka Live!
- 23 listopada – Ewa Bem Kakadu
- 23 listopada – East Clubbers Never Enough
- 27 listopada – Voo Voo Gwiazdy polskiej muzyki lat 80.
- 30 listopada – Lady Pank Lady Pank – Box 13 CD
- 3 grudnia – Michał Jelonek Jelonek
- 4 grudnia – Shakin’ Dudi Gwiazdy polskiej muzyki lat 80.
- 7 grudnia – Queens Radio Active
- 10 grudnia – Cree Tacy sami
- 11 grudnia – Porter Band, John Porter Gwiazdy polskiej muzyki lat 80.
- 12 grudnia – Voo Voo Małe Wu Wu śpiewa wiersze ks. Jana Twardowskiego
- 14 grudnia – Sokół feat. Pono Teraz pieniądz w cenie
- 18 grudnia – De Mono Gwiazdy polskiej muzyki lat 80.
- 21 grudnia – Liroy Grandpaparapa (Powrót króla)
- 27 grudnia – TSA Gwiazdy polskiej muzyki lat 80. – vol. 2
- 31 grudnia – różni wykonawcy Gwiazdy polskiej muzyki lat 80.

Bez ustalonej dokładnej daty:
- Prowadź mnie ulico vol. 4 – album kompilacyjny
- Street Rockers Volume One – album kompilacyjny

### Pozostałe
- 2 stycznia – Carly Simon Into White
- 12 stycznia
  - John Mellencamp Freedom's Road
  - Grave Digger Liberty or Death
  - In Flames Come Clarity EP
  - Therion Gothic Kabbalah
- 16 stycznia
  - America Here & Now
  - The Smithereens Meet the Smithereens!
  - The Crüxshadows Dreamcypher
- 19 stycznia – Tristania Illumination
- 23 stycznia
  - The Shins Wincing the Night Away
  - Of Montreal Hissing Fauna, Are You the Destroyer?
  - Menomena Friend and Foe
  - Atreyu The Best of...
  - The Good, the Bad and the Queen The Good, the Bad and the Queen
  - Saliva Blood Stained Love Story
  - Omar Rodríguez-López i Damo Suzuki Please Heat This Eventually
  - Epik High Remapping the Human Soul
- 29 stycznia
  - Klaxons Myths of the Near Future
  - Jamie T Panic Prevention
- 30 stycznia
  - Harry Connick Jr. Chanson du Vieux Carré
  - Katharine McPhee Katharine McPhee
  - Norah Jones Not Too Late
  - Harry Connick Jr. Oh, My Nola
  - Gavin DeGraw Rush of Life: Pickin’ on Gavin DeGraw
  - Clap Your Hands Say Yeah Some Loud Thunder
  - Hella There’s No 666 In Outer Space
  - Madonna The Confessions Tour
- 6 lutego
  - Bloc Party A Weekend in the City
  - Fall Out Boy Infinity On High
  - Rotting Christ Theogonia (album)
- 23 lutego – Tokio Hotel Zimmer 483
- 5 marca – Amon Tobin Foley Room
- 6 marca
  - Korn MTV Unplugged: Korn
  - RJD2 The Third Hand
- 12 marca
  - Within Temptation The Heart of Everything
  - Joss Stone Introducing Joss Stone
- 13 marca – Type O Negative Dead Again
- 19 marca
  - Good Charlotte Good Morning Revival
  - Enter Shikari Take to the Skies
- 26 marca – Ultra Orange i Emmanuelle Seigner Ultra Orange & Emmanuelle
- 27 marca
  - Macy Gray Big
  - Machine Head The Blackening
  - Jennifer Lopez Como Ama una Mujer
- 30 marca – Sarah Connor Soulicious
- 2 kwietnia – Melanie C This Time
- 3 kwietnia – Timbaland Timbaland Presents Shock Value
- 9 kwietnia – Marillion Somewhere Else
- 10 kwietnia
  - Caspian The Four Trees
  - DJ Tiësto Elements of Life
- 13 kwietnia – Antimatter Leaving Eden
- 16 kwietnia – Porcupine Tree Fear of a Blank Planet
- 17 kwietnia
  - Avril Lavigne The Best Damn Thing
  - Dødheimsgard Supervillain Outcast
  - Nine Inch Nails Year Zero
- 24 kwietnia – Dimmu Borgir In Sorte Diaboli
- 30 kwietnia – Natasha Bedingfield N.B.
- 1 maja – 65daysofstatic The Destruction of Small Ideas
- 7 maja – Björk Volta
- 9 maja – Grażdanskaja Oborona Зачем снятся сны?
- 15 maja – Linkin Park Minutes to Midnight
- 21 maja – Céline Dion D’elles
- 22 maja
  - The National Boxer
  - Ozzy Osbourne ‎Black Rain
  - Styles P The Ghost Sessions
- 25 maja – Scorpions Humanity – Hour 1
- 1 czerwca – Rihanna Good Girl Gone Bad
- 4 czerwca
  - Dream Theater Systematic Chaos
  - Mutya Buena Real Girl
- 12 czerwca – DMX The Definition of X: The Pick of the Litter
- 19 czerwca – Bon Jovi Lost Highway
- 25 czerwca
  - Kelly Clarkson My December
  - The Lox Before The L.O.X.
- 2 lipca – Crowded House Time on Earth
- 3 lipca – Velvet Revolver Libertad
- 4 lipca – The GazettE Stacked Rubbish
- 7 lipca – The Smashing Pumpkins Zeitgeist
- 9 lipca – Interpol Our Love to Admire
- 31 lipca – Korn Untitled
- 6 sierpnia – Alcest Souvenirs d’un Autre Monde
- 10 września – Luciano Pavarotti Pavarotti Forever
- 21 sierpnia – Swizz Beatz One Man Band Man
- 11 września – 50 Cent Curtis
- 17 września
  - James Blunt All the Lost Souls
  - Mark Knopfler Kill To Get Crimson
- 24 września – Foo Fighters Echoes, Silence, Patience & Grace
- 26 września – September Dancing Shoes
- 1 października – Katie Melua Pictures
- 1 października – Sandrine Kiberlain Coupés bien net et bien carré
- 8 października
  - Jennifer Lopez Brave
  - Sugababes Change
- 9 października – Josh Groban Noël
- 10 października – Radiohead In Rainbows
- 12 października – Cinema Bizarre Final Attraction
- 26 października – Backstreet Boys Unbreakable
- 29 października
  - Jimi Hendrix Live at Monterey
  - Britney Spears Blackout
- 6 listopada – Cassidy B.A.R.S.
- 12 listopada
  - Céline Dion Taking Chances
  - Alicia Keys As I Am
- 23 listopada – Lexington Bridge The Vibe
- 26 listopada – Kylie Minogue X
- 4 grudnia – Styles P Super Gangster (Extraordinary Gentleman)

## Musicale
- Teatr Muzyczny Roma – Akademia pana Kleksa

## Film muzyczny
- Dreamgirls
- High School Musical 2

## Nagrody
- 11 lutego – 49. rozdanie nagród Grammy
- 14 lutego – Brit Awards
- 17 kwietnia – Fryderyki 2006
- 27 kwietnia – Eska Music Awards
- 12 maja – Konkurs Piosenki Eurowizji 2007 – Marija Šerifović – Molitva
- 16 czerwca – Grand Prix Jazz Melomani 2006, Łódź, Polska
- 26 czerwca – BET Awards
- 4 września – ogłoszenie zwycięzcy nagrody Nationwide Mercury Prize 2007 – grupa Klaxons za album Myths of the Near Future[4]
- 9 września – MTV Video Music Awards
- 4 października – VIVA Comet
- 1 listopada – MTV Europe Music Awards
- 4 listopada – World Music Awards
- 15 listopada – Złote Dzioby
- 18 listopada – American Music Awards